# Кострошевци
Кострошевци е село в Западните покрайнини, община Сурдулица, Пчински окръг, Сърбия.

## История
В стари документи селото е записвано като: Kостуршовица в 1451 г.; Kострошовча в 1576 г.; Kострошовци в 1878 г.
В съкратен регистър на Пиротския кадилък от 1530 година са отбелязани 61 домакинства в Кострешовче, част от  войнушкия джемаат на Радосав, син на Дойчо от къщото село. Освен жители на Кострошевци в този джемаат влизат жители на още 11 села от каза Изнебол с общо 287 домакинства. Войнуците обслужват султанските конюшни.
Иконостасът на храма „Свети Никола“ е дело на дебърски майстори от рода Филипови.
През учебната 1996-1997 година в основното училище в селото се обучава един ученик.

## Население
- 1948- 745 жители
- 1953- 778 жители
- 1961- 668 жители
- 1971- 500 жители
- 1981- 243 жители
- 1991- 122 жители
- 2002- 81 жители
- 2011- 55 жители

## Етнически състав
(2002)
- 73 (90,12%) – българи
- 4 (4,93%) – сърби
- 2 (2,46%) – югославяни

## Личности
Родени в Кострошевци
- Анани Сотиров Митов, български военен деец, старши подофицер, загинал през Първата световна война[8]
- Виден Георев – български революционер